# Orgel der Berchumer Kirche

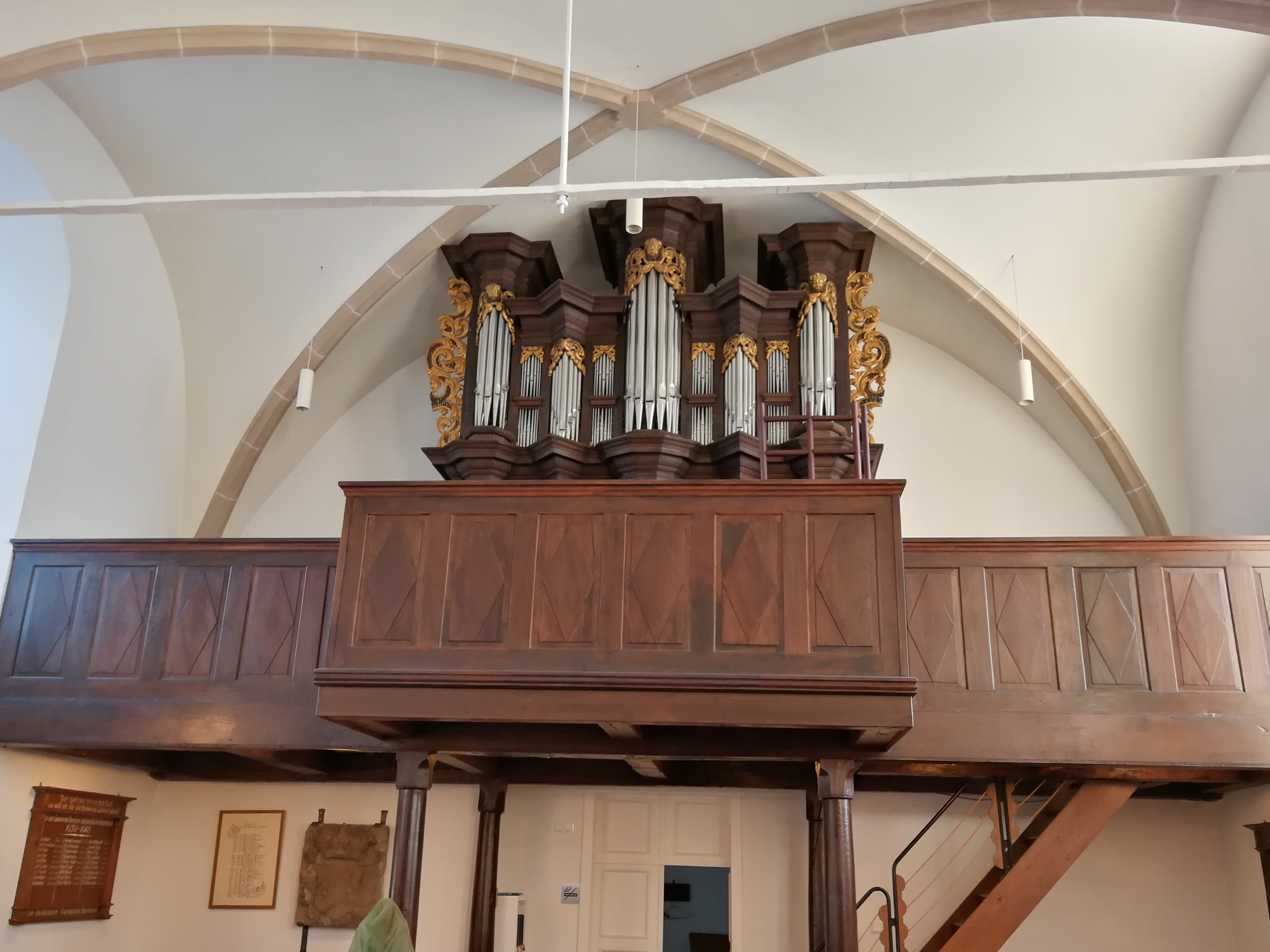
Orgel

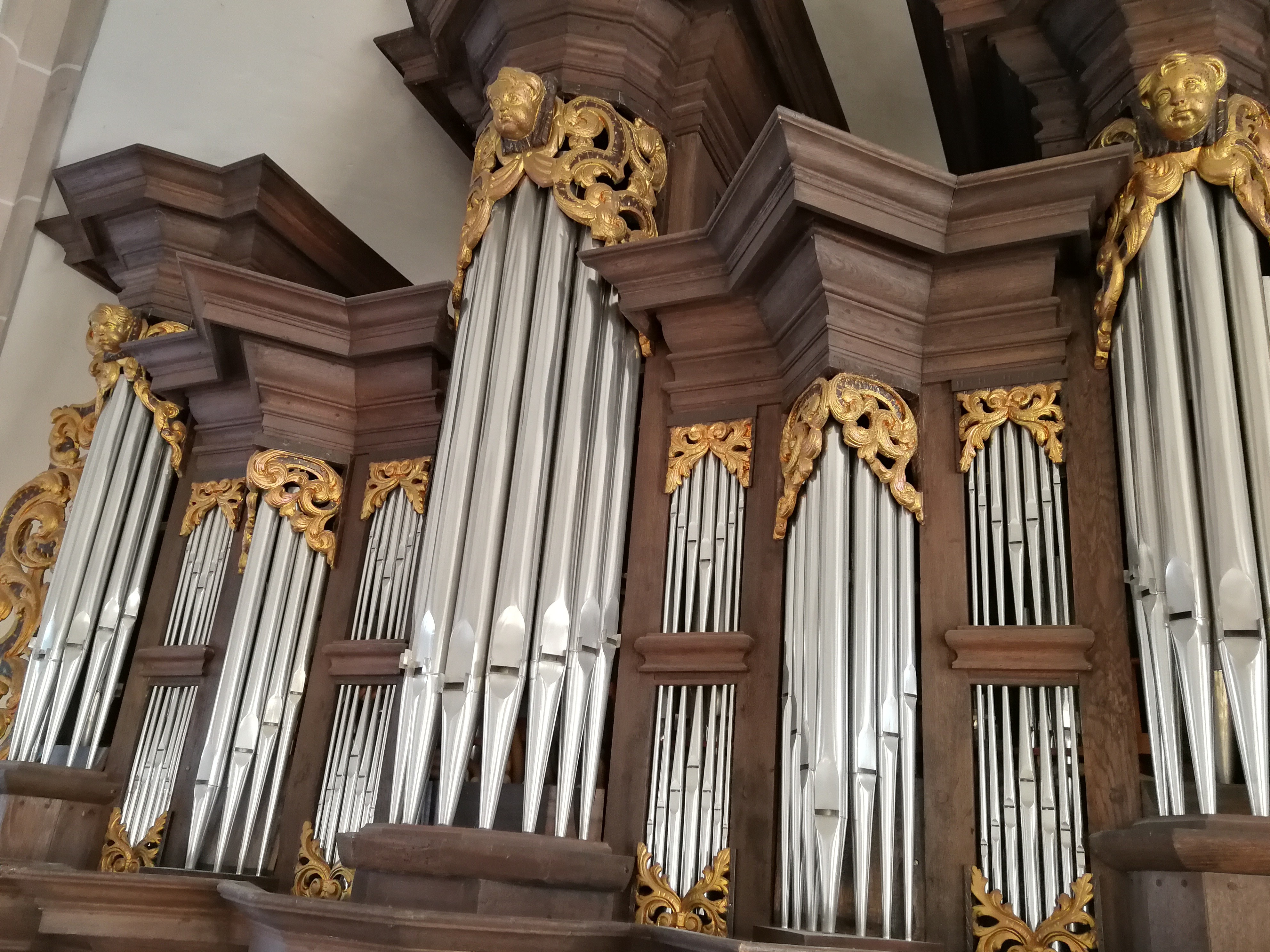
Prospekt

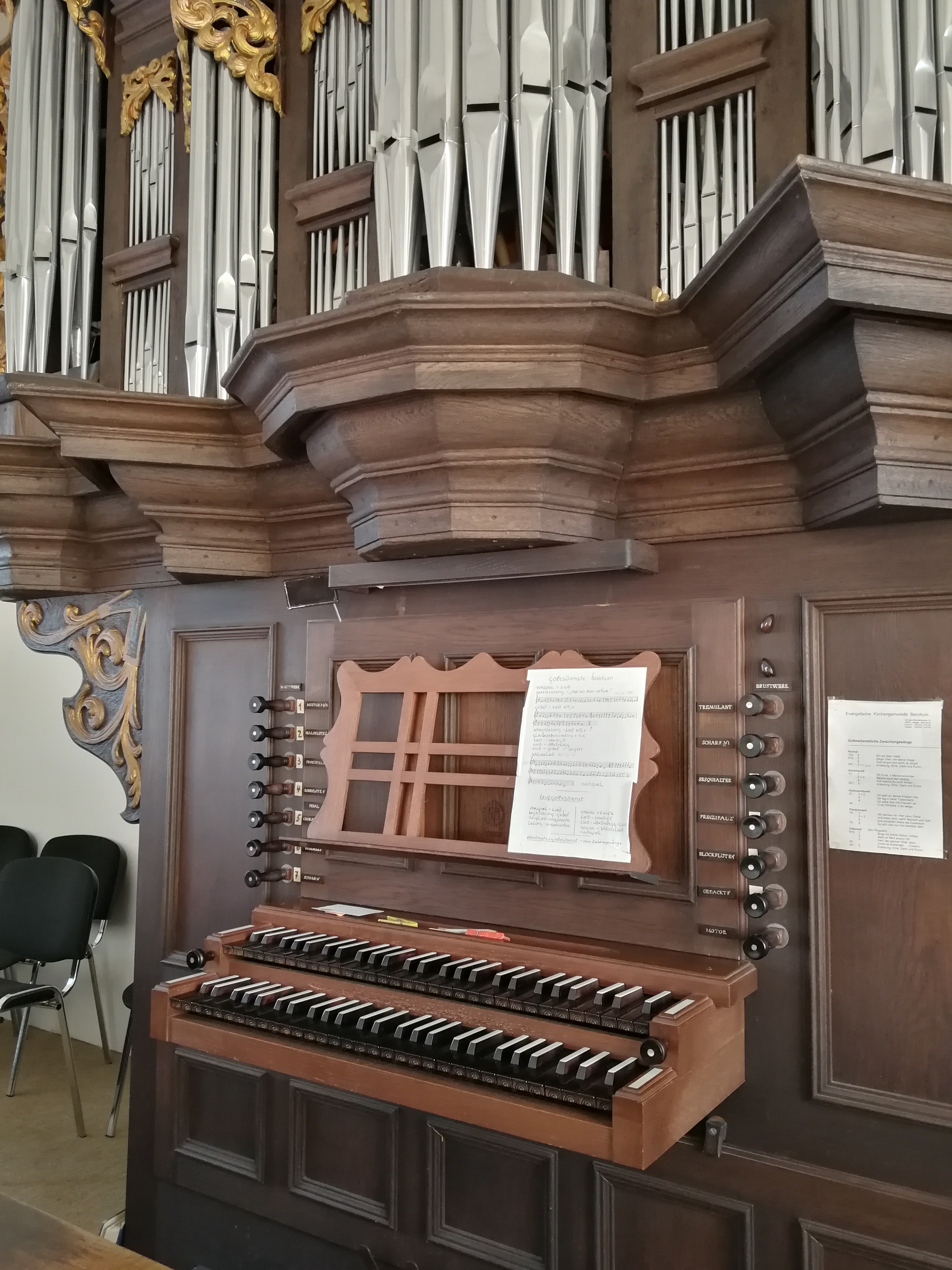
Spielschrank

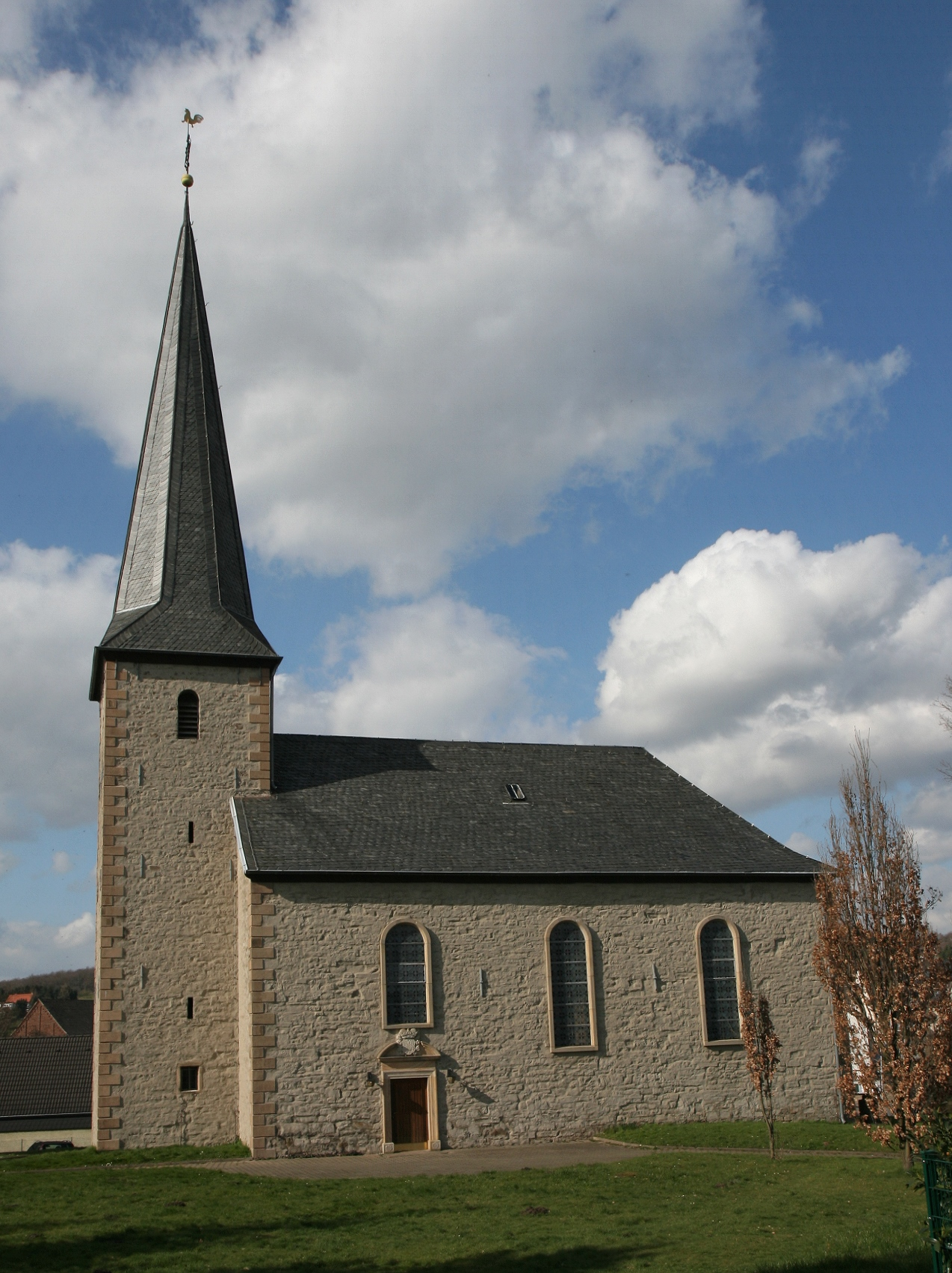
Evangelische Kirche Berchum

Die Orgel der Berchumer Kirche in Hagen in Nordrhein-Westfalen verfügt über einen barocken Prospekt von 1732. Dabei handelt es sich um einen der seltenen historischen Spiegelprospekte: Vier der acht kleineren Pfeifenfelder sind mit hängenden Pfeifen bestückt. Nach ihrer Restaurierung war die Orgel im Dezember 1976 bei den ersten Tagen Alter Musik in Herne der klingende Mittelpunkt beim Eröffnungskonzert und zugleich auch das erste Plakatmotiv dieser renommierten Festivalreihe.

## Baugeschichte

### Neubau 1732
Die Orgel wurde 1732 für die Dortmunder Petrikirche als zweimanualiges Instrument von einem unbekannten Orgelbauer gebaut. Der Orgelbauer G.A. Wild reparierte sie im Jahre 1806 und erweiterte sie um ein Pedal mit drei Registern. Im Jahre 1828 wurde das Instrument für 300 Taler in Teilen an die Evangelische Kirchengemeinde Berchum verkauft.

### Umbau 1828 durch Mellmann
Das Instrument wurde durch den Dortmunder Orgelbauer Mellmann nach Berchum transportiert und dort auf einer zu diesem Zweck neu errichteten Empore aufgebaut. Bei dieser Gelegenheit wurde das komplette Untergehäuse des barocken Prospekts entfernt, das Obergehäuse ca. 1 m tiefer direkt auf die Emporenbrüstung gesetzt und der Spieltisch seitlich in das Gehäuse eingelassen. Das nunmehr nur noch einmanualige Instrument hatte nach dem Einbau in der Berchumer Kirche die folgende neue Disposition:
| 1. | Prinzipal  | 4′ |
| 2. | gedacht    | 8′ |
| 3. | Quintatön  | 8′ |
| 4. | flauto     | 8′ |
| 5. | flauto     | 4′ |
| 6. | Oktave     | 2′ |
| 7. | Mixtur III |    |

### Weitere Umbauten
1858 baute der Dortmunder Orgelbauer Carl Herbst wieder ein zweites Manual ein. Er fügte dabei aber keine neuen Register hinzu, sondern verteilte die vorhandenen Register auf zwei Manuale, mit Ausnahme des Quintatön 8′. Dieses Register baute er zu einem Bordun 16′ für ein Pedal um. Dieses hatte nur einen Tonumfang von anderthalb Oktaven (von C bis f) und sehr geringe Tastenabstände, um angesichts der schmalen Empore nicht über die Manualklaviaturen des seitlich in das Orgelgehäuse eingelassenen Spieltisches hinauszuragen. Alle weiteren kleineren Maßnahmen der folgenden 120 Jahre konnten die Probleme einer wegen ihrer Schwergängigkeit fast nicht bedienbaren Traktur und starker klanglicher Unausgewogenheit nicht beseitigen.

### Restaurierung 1976 durch Klaus Becker
Anlässlich der Erneuerung des Kirchengewölbes wurde die inzwischen fast untauglich gewordene Orgel von Klaus Becker Orgelbau (Kupfermühle bei Hamburg) von Grund auf erneuert. Leider waren nur noch wenige brauchbare Pfeifen erhalten, so dass man sich für einen fast vollständigen Neubau des Pfeifenwerks nach barocken Prinzipien entscheiden musste. Der barocke Prospekt wurde wieder um ein Untergehäuse ergänzt, der Spieltisch wurde vorne am Instrument angebracht, was eine Erweiterung der sehr schmalen Empore von 1828 notwendig machte, die hölzernen Prospektteile inklusive der Schleierbretter wurden von dicken Farbschichten befreit und der starke Holzwurmbefall bekämpft. Die durchweg stummen Prospektpfeifen, die zum Teil auch nur metallisch bemalte Holzattrappen gewesen waren, wurden durch klingende Pfeifen ersetzt.

## Disposition seit 1976
| I Hauptwerk C–d3 |               |       |
| 1.               | Rohrflöte     | 8′    |
| 2.               | Principal     | 4′    |
| 3.               | Waldflöte     | 2′    |
| 4.               | Mixtur III–IV | 1 ⁄3′ |

| II Brustwerk C–d3 |                |    |
| 5.                | Holzgedackt    | 8′ |
| 6.                | Blockflöte     | 4′ |
| 7.                | Principal      | 2′ |
| 8.                | Sesquialter II |    |
| 9.                | Scharf III     |    |

| Pedal C–f1 |            |     |
| 10.        | Subbass    | 16′ |
| 11.        | Pommer     | 8′  |
| 12.        | Choralbass | 4′  |

- Tremulant: I+II
- Schiebekoppel: I/II
- Wippenkoppeln: I/P, II/P

### Vorstellung bei den ersten „Tagen Alter Musik in Herne“ 1976
Für die neue Qualität des Instrumentes auch in klanglicher Hinsicht spricht seine Präsentation beim Auftaktkonzert des Herner Musikfestivals vom 2. bis 5. Dezember 1976, in dem es vom Mitinitiator der „Tage Alter Musik“, Kirchenmusikdirektor Burghard Schloemann, zum ersten Mal wieder konzertant gespielt wurde. Die Orgel konnte dann am 19. Dezember 1976 wieder in den Dienst der Berchumer Gemeinde gestellt werden.